# Lac de Montsalvens
Der Lac de Montsalvens ist eine Schweizer Talsperre im Kanton Freiburg. Der Stausee liegt auf dem Weg zum Jaunpass, verteilt über die Gemeinden Broc, Châtel-sur-Montsalvens, Crésuz und Val-de-Charmey. Die Staumauer liegt hälftig auf den Gemeindegebieten von Broc und Châtel-sur-Montsalvens. Der Stausee mit einer Grösse von 70 Hektar füllt Teile der beiden Seitentäler Javro und Motélon unterhalb des Dorfes Charmey.

## Geschichte
An der Grossratssitzung vom 17./18. Mai 1918 wurde der Bau der Staumauer oberhalb der Jaunbachschlucht (Gorges de la Jogne) genehmigt. Die Staumauer Montsalvens konnte 1920 fertiggestellt werden, und der See war 1921 mit Wasser gefüllt. Die Staumauer gilt als erste europäische Bogenstaumauer mit doppelter Krümmung, als sowohl horizontal als auch vertikal gebogen. Das 52 Meter hohe Bauwerk mit einer 110 Meter langen Krone wurde von den Freiburger Elektrizitätswerken (Entreprises Electriques Fribourgeoises, heute Groupe E) gebaut. Die Wasserkraft versorgt das Kraftwerk Broc mit einer Fallhöhe von 96 bis 122 Metern, die vom Wasserstand im See abhängt, und versorgt mehr als 13.000 Haushalte mit Strom.
Geplant wurde die Anlage einerseits vom Lausanner Professor Jean Landry (Gesamtplanung) und Ingenieur Heinrich Eduard Gruner sowie von Alfred Stucky aus dessen Ingenieurbüro aus Basel andererseits. Bauherr waren die damaligen Freiburgischen Elektrizitätswerke, die seit 2005 Teil der Groupe E sind. Die Kosten für den Bau der Anlage waren mit 11 Mio. SFr. veranschlagt, jedoch am Ende beliefen sich die Gesamtkosten auf 21 Mio. SFr., eine Überschreitung von 91 %. Diese Kostenexplosion brachte den damaligen Bauherrn kurzfristig in schwere finanzielle Schwierigkeiten.

## Bilder

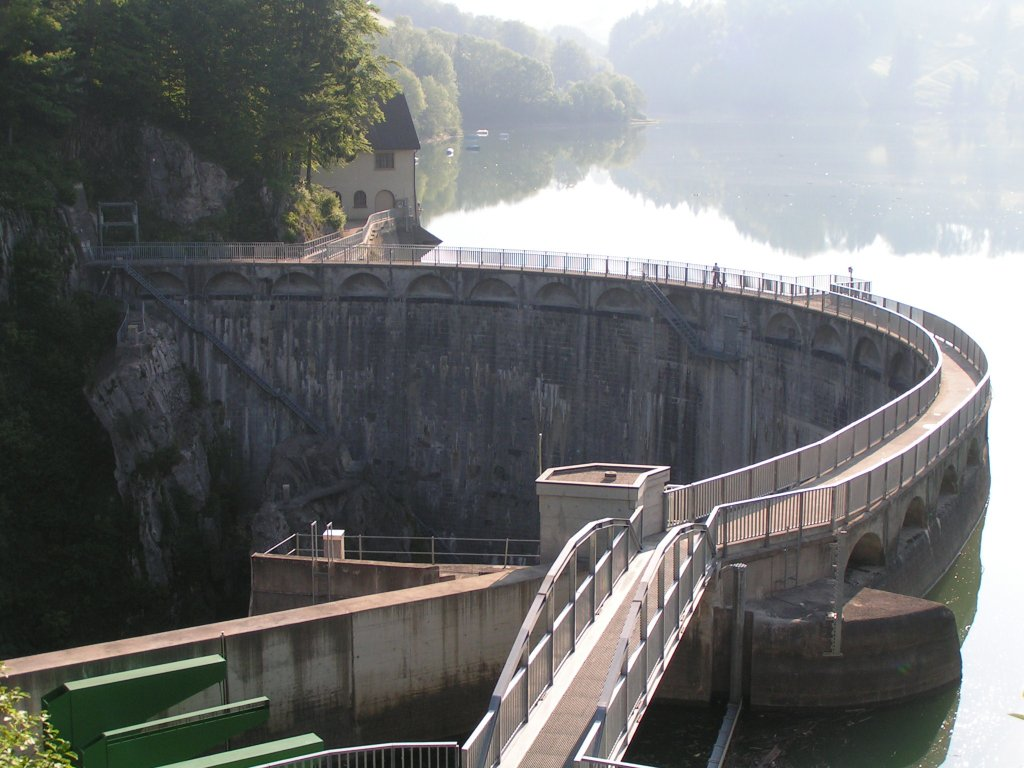
Staumauer des Lac de Montsalvens
Staumauer des Lac de Montsalvens
Blick auf den See von der Staumauer her
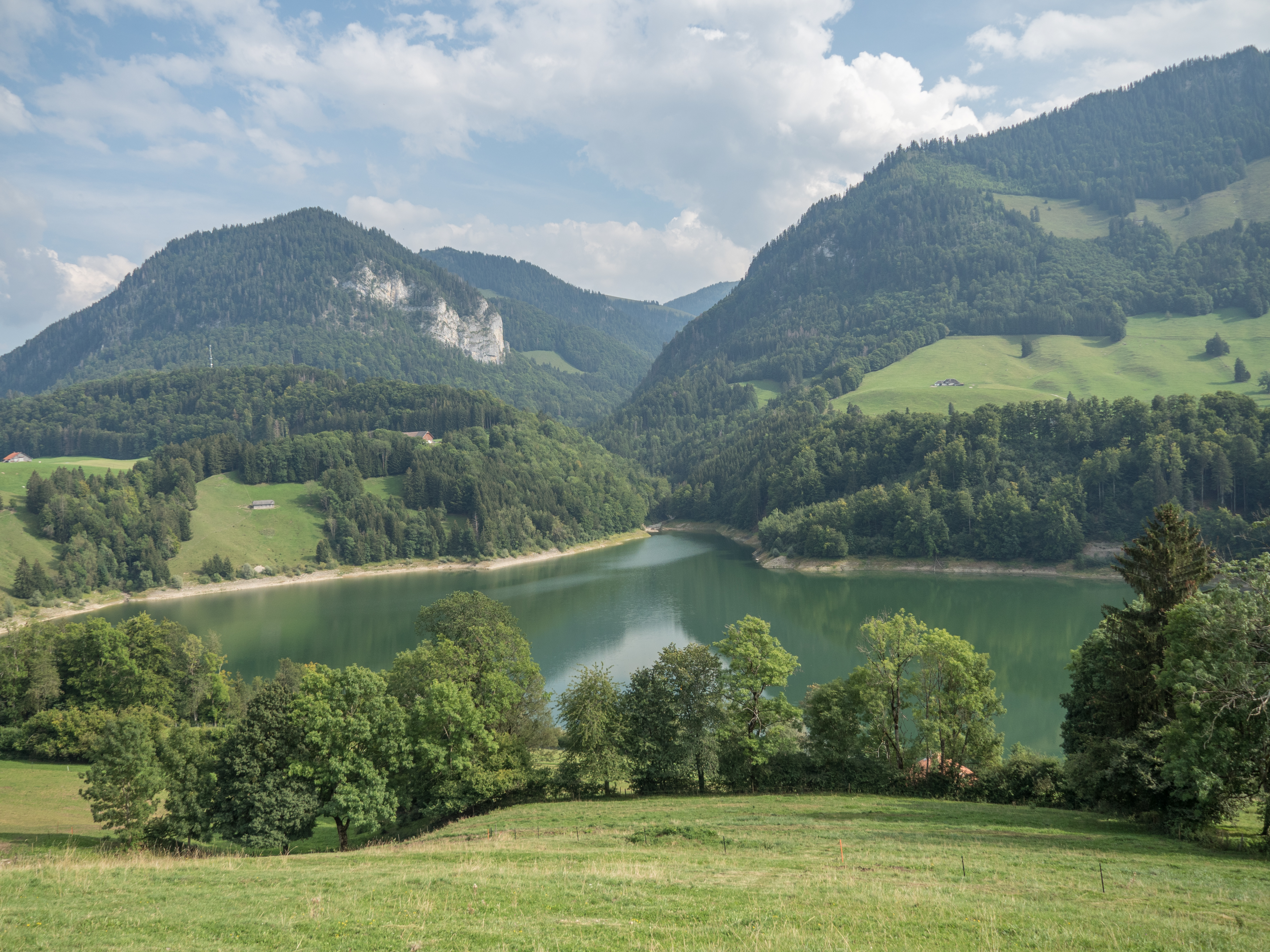
Blick auf den See von Châtel-sur-Montsalvens
Lac de Montsalvens, Hängebrücke bei der Halbinsel
Lac de Montsalvens, bei der Halbinsel
Karte